# Huzziya 0
Huzziya (fl. XVIII secolo a.C.) è stato un sovrano ittita di esistenza incerta.
Questo re avrebbe governato nel XVIII secolo a.C., ed è ritenuto da alcuni studiosi il primo re ittita in assoluto, fondatore della dinastia imperiale.

## Il fondatore?

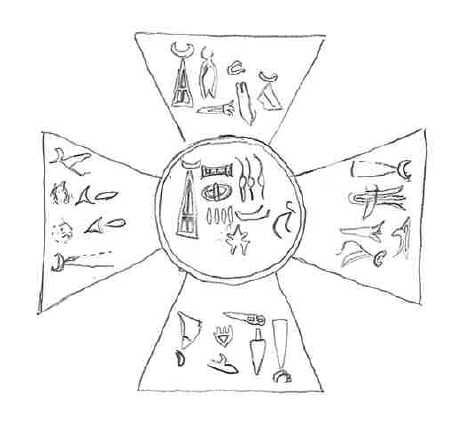
Sigillo Cruciforme scoperto a Ḫattuša

Per anni gli ittitologi hanno fatto risalire le origini del popolo che avrebbe conteso agli Egizi il controllo del mondo antico al semi-mitologico re Labarna I. La decifrazione, alla fine del XX secolo, dell'iscrizione in ittita geroglifico del celebre Sigillo Cruciforme rinvenuto a Hattuša mise in discussione la genealogia dei sovrani ittiti ricostruita fino ad allora: nel lato del reperto riferito al periodo più antico, di fianco ai nomi dei sovrani più importanti dell'Antico regno (Hattušili I, Muršili I e Labarna I), si leggevano le tracce del nome di un altro sovrano, forse Huzziya.
Due re con questo nome erano effettivamente esistiti nella storia ittita, ma nessuno di essi risaliva all'antico regno (cui il lato del sigillo si riferiva) e, soprattutto, nessuno aveva svolto un ruolo così rilevante da essere ricordato tra i più grandi sovrani del regno, su quella che a tutti gli effetti pareva essere una celebrazione della storia ittita e dei suoi più importanti dinasti.
In seguito ad analisi sul sigillo, alcuni studiosi si spinsero formulare un'ipotesi, ritenuta al momento speculativa dato che l'usura sul lato del reperto lo ha reso poco decifrabile: prima di Labarna potrebbe essere esistito un re ignoto di nome Huzziya, che venne contrassegnato col numero "0" poiché antecedente al già noto Huzziya I, che potrebbe essere l'autentico fondatore della dinastia regale di Hattusa.

## La lista delle offerte "C"
La teoria trovò presto alcuni sostenitori che appoggiarono la possibilità che agli albori del regno Ittita avesse regnato un sovrano chiamato Huzziya 0.
Inoltre, la rilettura della cosiddetta "lista delle offerte C", rimandava agli albori della genealogia ittita, più indietro di Hattušili I, primo sovrano di cui conosciamo dettagliatamente le gesta, e anche di Labarna I, ritenuto fino ad allora convenzionalmente il fondatore dell'impero.
Lo scopo della tavoletta, scolpita verso la metà del XIII secolo a.C., era di onorare la memoria dei sovrani e dei defunti di rilievo del regno. 
La tavoletta non riporta una cronologia regale in senso stretto, ma pare seguire comunque un ordine di temporalità, all'interno del quale determinati simboli tramandano la regalità di un certo nominativo e la sua "importanza" nella memoria di chi l'ha redatta.
Il primo nome in essa parzialmente decifrato parrebbe essere proprio Huzziya, accanto al quale compare la frase "che il cantore canti il suo nome", formula assolutamente unica e che sottolinea come questi fosse ritenuto dall'autore della lista, o il fondatore del regno, o il primo re realmente importante.
Seguono al nome di questo Huzziya sei linee con tracce di nomi non identificabili e successivamente quello sconosciuto di un "Kantuzzili 0" prima di quelli ben noti di Labarna, Hattusili e Pimpira, che rimandano all'inizio dell'antico regno e che quindi attesterebbero come costui nulla abbia a che vedere con i successivi Huzziya già noti.
La circostanza che il nome della consorte riportato nella lista conservi tracce di un "ziya" finale, esattamente come nel Sigillo Cruciforme, rafforza l'ipotesi che si tratti della medesima coppia regnante e che debba essere posta all'inizio della storia ittita.
Un ulteriore indizio che avvalora l'esistenza di questo sovrano ci giunge da un'altra Lista delle offerte, denominata "A", che si apre con un nome solo parzialmente leggibile, ricostruito da alcuni studiosi forse come Huzziya; anche in questo caso come per la lista "C" ci restano solo le tracce finali del nome, appunto "Zi-ia-a". Successivamente, dopo una linea demarcatrice, troviamo ben leggibili i nomi di Labarna, Kaddusi, Mursili, Kali e Pimpira, tutti noti e riferibili senza possibilità di errore agli albori del regno.
Il dubbio tra gli studiosi è se il nome di apertura ricostruito forse come Huzziya e staccato dagli altri, si riferisse ad un sovrano, il primo del regno appunto, o al soggetto dedicante che presentò le offerte agli antenati e redasse la Lista.

## Le ipotesi di collocazione storica
Postulata l'esistenza di un re Huzziya agli albori della storia ittita, e assegnatogli il ruolo di possibile fondatore o almeno di primo sovrano importante, resta da collegarlo ai re seguenti, dandogli una collocazione storica, se non una biografia.
Secondo la Lista C, che presenta sei linee illeggibili (più una con un Kantuzzili) tra Huzziya e PU-Sarruma, egli si collocherebbe almeno tre o più generazioni prima di Labarna I: PU-Sarruma, suo padre e/o predecessore (Kantuzzili 0 o Tudhaliya), e appunto Huzziya, più eventuali altri suoi fratelli/figli indicati nelle righe illeggibili. In tal caso Huzziya andrebbe datato al 1730 a.C. se non prima, data coincidente con la distruzione di Hattuš per opera di Anitta di Kanesh e la cattura del re hattico Piyusti.
È ipotizzabile che, detronizzato Piyusti, si sia insediata sul trono di Hatti una nuova dinastia, scelta dai vincitori nesiti, il cui primo sovrano potrebbe essere stato questo Huzziya, che sarebbe cosi stato ricordato dai posteri quale "fondatore". Visto quanto avvenuto nello stesso periodo a Zalpa, con Peruwa, il fratello (o figlio) di Anitta posto sul trono dopo la conquista della città, è facilmente ipotizzabile che lo stesso sia accaduto con Hattusa; e che Huzziya fosse strettamente imparentato con il re di Kanesh. Secondo alcune ipotesi potrebbe esserne stato fratello o, vista l'età, zio paterno, fratello cioè del defunto sovrano Pithana.
Seguendo tale ricostruzione, Kantuzzili 0 sarebbe stato il successore e presumibile figlio di Huzziya, che avrebbe in seguito dato la figlia in sposa a PU-Sarruma, in qualche modo discendente della famiglia reale nesita, riunificandone i due rami. 
Per altri studiosi, invece, Huzziya sarebbe addirittura il "Nonno del Re", (Hattušili I), indicato nel Testo di Zalpa, padre di Papahdilmah e predecessore di Labarna I, figura che viene quasi comunemente accettato invece debba essere identificata con PU-Sarruma sulla base della Lista C. Tale ipotesi prende corpo dal cosiddetto Sigillo Cruciforme che sul lato riservato ai primi sovrani ittiti, assieme a Mursili I, Hattusili I e Labarna I, citati in ordine cronologico inverso, pone appunto Huzziya; dando al "sigillo" valore di lista cronologica e non di lista rappresentativa dei sovrani maggiori (e tagliando cosi fuori dalle liste reali sia Kantuzzili sia PU-Sarruma) il "nonno di Hattusili I" sarebbe appunto Huzziya. Seguendo tale ricostruzione Huzziya si collocherebbe attorno al 1700 a.C..
Abbiamo inoltre notizia di un "Huzziya re di Zalpa" (città sul mar Nero, a nord di Hattuša, legata per secoli alla storia ittita) che attorno al 1730 a.C. fu lui pure sconfitto e deportato da Anitta di Kaneš, nella medesima guerra sostenuta da Piyusti di Hattus, alleato con Zalpa. La vicinanza geografica e l'omonimia hanno suggerito ad alcuni studiosi che questi possa essere stato un consanguineo dell'Huzziya ittita o che addirittura potrebbe trattarsi eventualmente dello stesso sovrano; seguendo la prima ricostruzione temporale proposta sopra, i tempi in cui sarebbe vissuto l'Huzziya ittita e in cui visse quello di Zalpa sarebbero praticamente coincidenti e l'omonimia difficilmente potrebbe essere un caso. Se cosi fosse, il perché un sovrano di Zalpa potesse esser considerato come proprio fondatore dagli scribi ittiti che seguirono, rimane al momento senza risposta.